# وانغ يو (واثب عالي)
وانغ يو (بالصينية: 王宇) هو واثب عالي صيني، ولد في 18 أغسطس 1991.

## وصلات خارجية
- وانغ يو على موقع الاتحاد الدولي لألعاب القوى (الإنجليزية)
- وانغ يو على موقع أوليمبيديا (الإنجليزية)
- وانغ يو على موقع اللجنة الأولمبية الصينية (الإنجليزية)